# Fuissé
Fuissé ist eine französische Gemeinde mit 354 Einwohnern (Stand: 1. Januar 2022) im Département Saône-et-Loire in der Region Bourgogne-Franche-Comté. Die Gemeinde ist Teil des Arrondissements Mâcon und Teil des Kantons La Chapelle-de-Guinchay. Die Einwohner werden Fuisséens genannt.

## Geografie
Fuissé liegt in der Landschaft Beaujolais, im Weinbaugebiet Bourgogne; hier wird aus den Trauben vor allem der Crémant de Bourgogne produziert. 
Umgeben wird Fuissé von den Nachbargemeinden Solutré-Pouilly im Norden und Nordwesten, Charnay-lès-Mâcon im Nordosten, Mâcon im Osten, Vinzelles im Osten und Südosten, Chaintré im Südosten, Leynes im Süden und Südwesten sowie Chasselas im Westen.

## Bevölkerungsentwicklung
| Jahr                      | 1962 | 1968 | 1975 | 1982 | 1990 | 1999 | 2006 | 2011 | 2016 |
| ------------------------- | ---- | ---- | ---- | ---- | ---- | ---- | ---- | ---- | ---- |
| Einwohner                 | 396  | 399  | 391  | 355  | 321  | 317  | 325  | 369  | 381  |
| Quelle: Cassini und INSEE |      |      |      |      |      |      |      |      |      |

## Sehenswürdigkeiten
- alte Kirche
- Kirche Saint-Germain
- Burg Fuissé aus dem 10. Jahrhundert

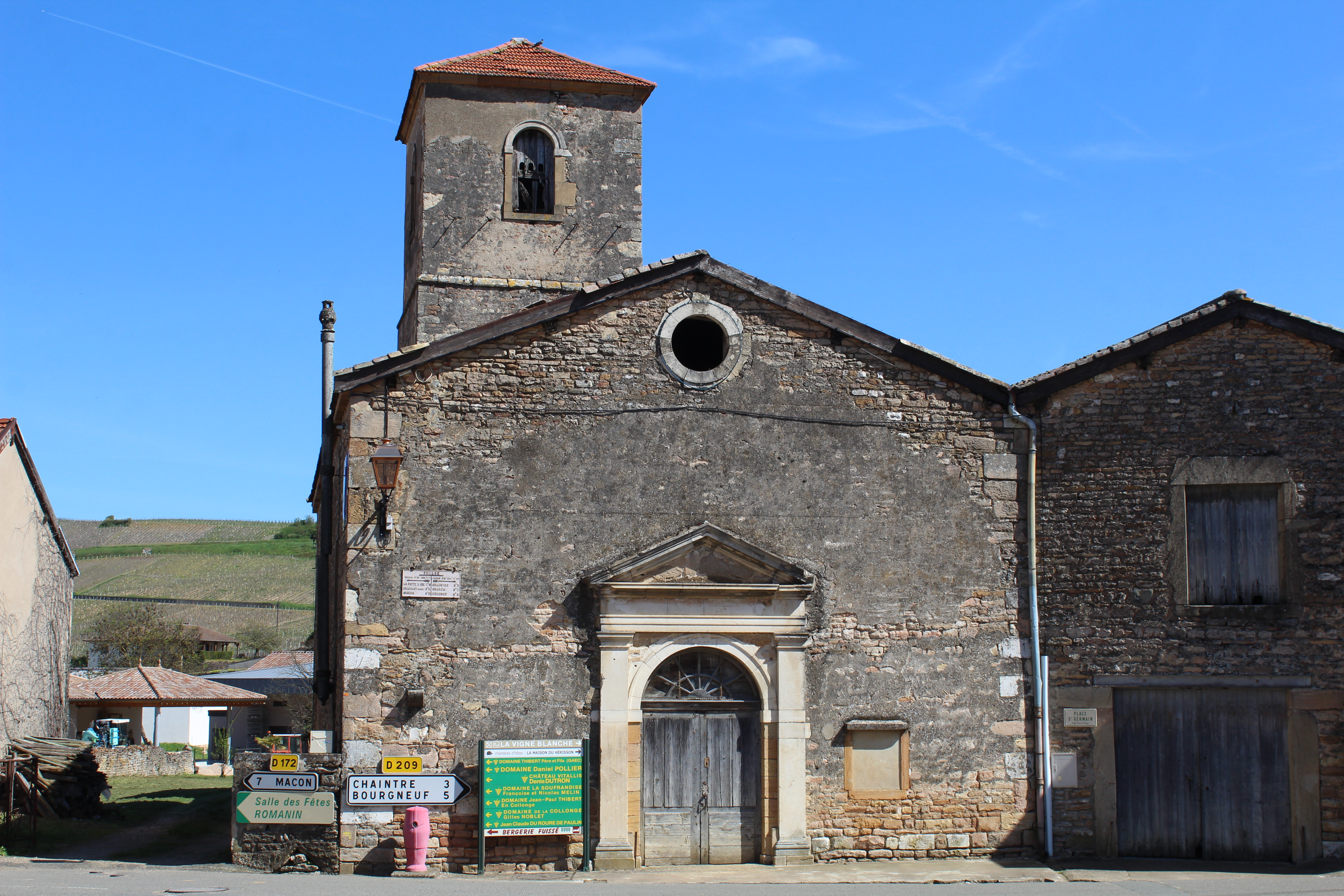
Alte Kirche
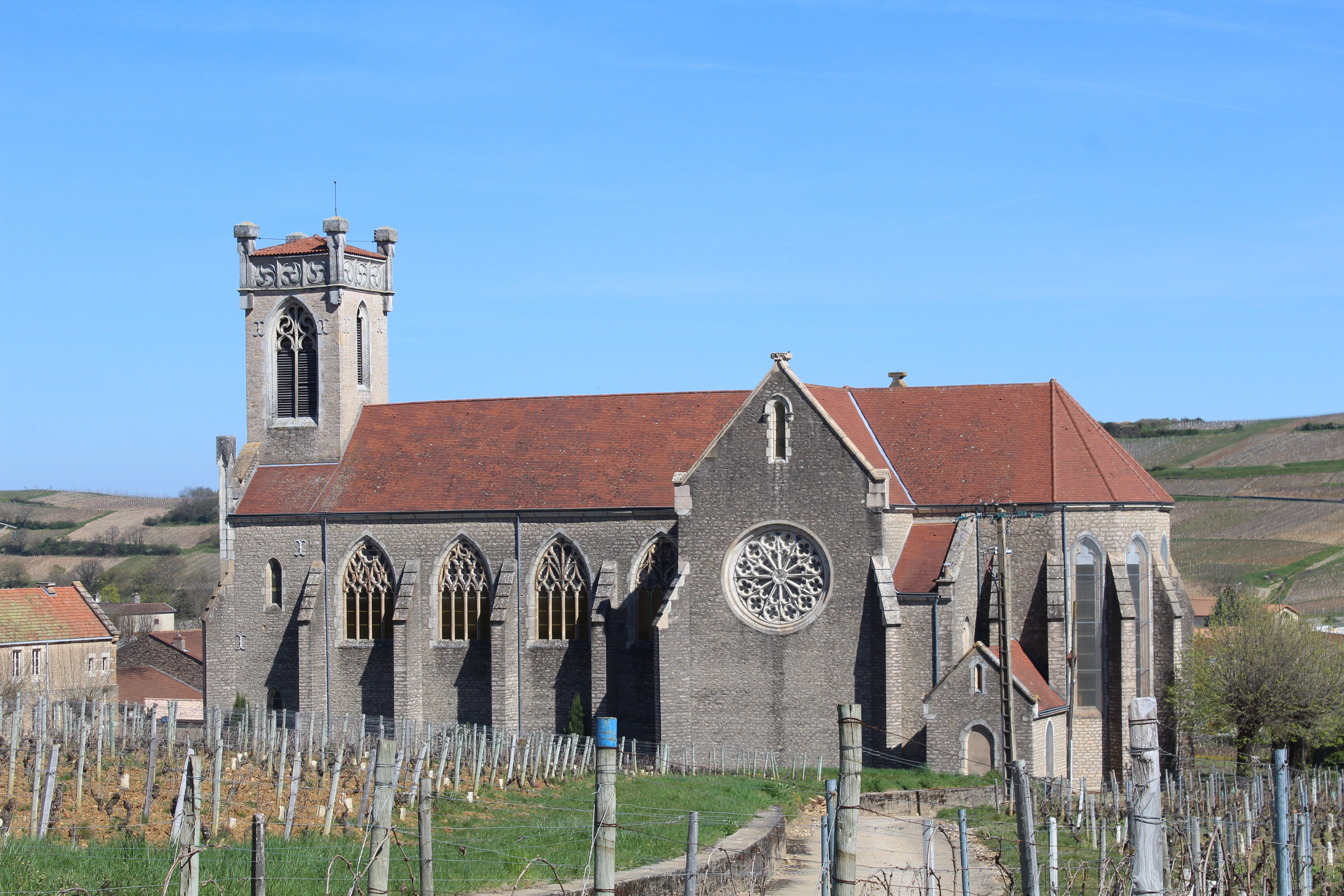
Kirche Saint-Germain
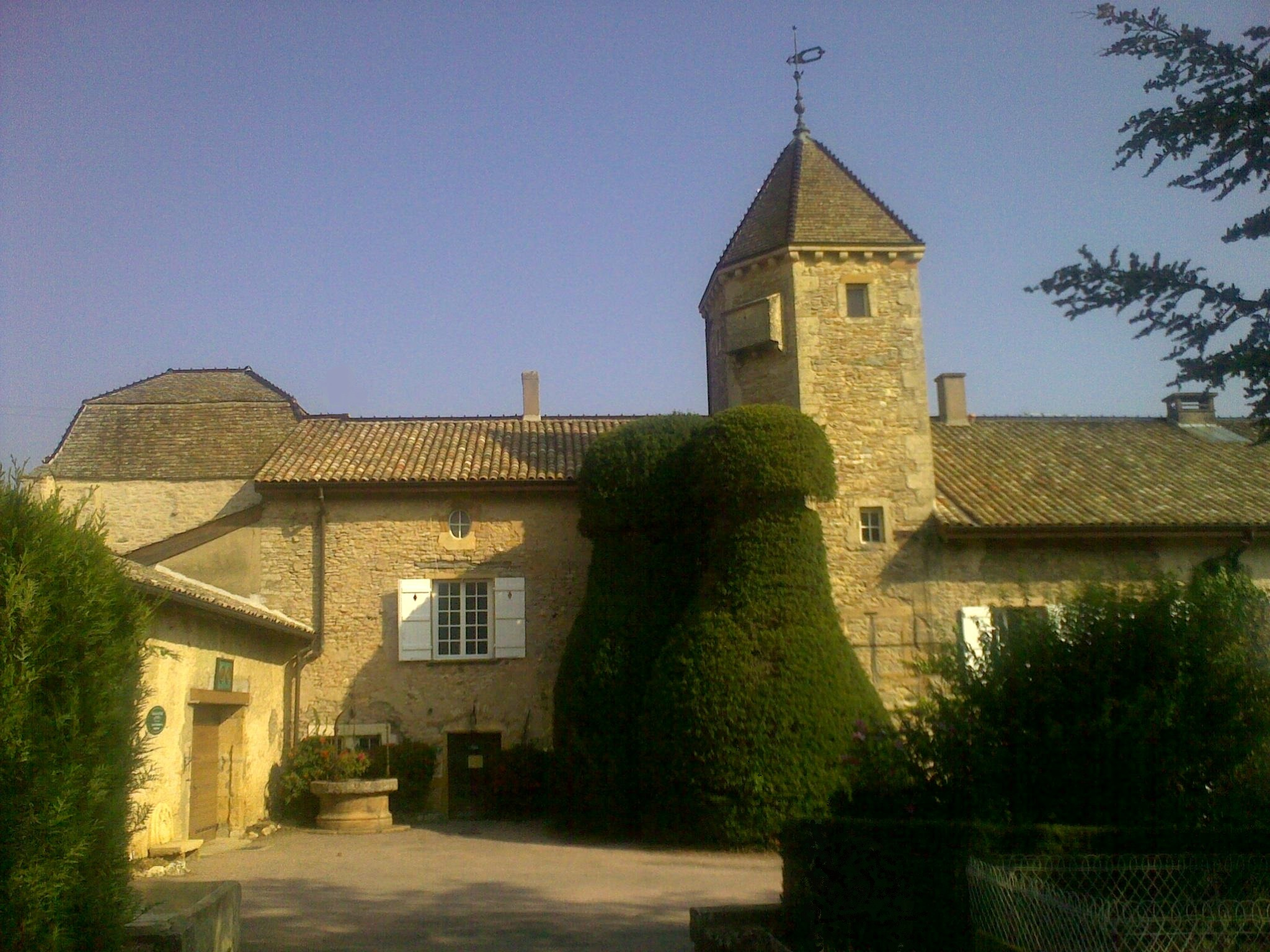
Burg Fuissé